# Cronostratigrafia
A cronostratigrafia é o ramo da estratigrafia que estuda a idade dos estratos rochosos em relação ao tempo. O termo geralmente é restrito a processos relacionados à deposição nos quais as propriedades de superposição estão presentes e, portanto, o registro histórico detalhado é acessível. Envolve o desenvolvimento de unidades e hierarquias cronoestratigráficas formalmente nomeadas e definidas, que compreendem o ICS, bem como classificações cronoestratigráficas regionais. Na Terra, a cronostratigrafia começa efetivamente no Arqueano, ca. 3.8 Ma, quando um registro estratal começa.

## Unidades
Unidades cronoestratigráficas, com exemplos:
- eonothem - Fanerozóico
- erathem - Paleozóico
- sistema - Ordoviciano
- série - Ordoviciano Superior
- estágio - Ashgil